# Kirowskij zawod
Kirowskij zawod (ros. Ки́ровский заво́д) – szesnasta stacja linii Kirowsko-Wyborskiej, znajdującego się w Petersburgu systemu metra.

## Charakterystyka
Stacja Kirowskij zawod (Zakłady Kirowskie) została otwarta dla pasażerów 15 listopada 1955 roku i jest to stacja skonstruowana w typie głębokim kolumnowym. Autorami projektu architektonicznego obecnej postaci stacji są: A. K. Andriejew (А. К. Андреев) i O. W. Iwanowa (О. В. Иванова). Nazwa pochodzi od znajdujących się w pobliżu stacji, Zakładów Kirowskich. Została ona zbudowana w stylu stalinowskiej architektury, typowej dla ówczesnych sowieckich stacji metra. Użycie kolumny i odpowiednich dekoracji miało przypominać starożytną grecką świątynię. Takie też jest główne wejście do stacji, ozdobione łącznie 44 kanelurowanymi kolumnami w porządku doryckim. Kirowskij zawod jest bogato zdobiony, ściany i kolumny wykonano z kaukaskiego marmuru. Przy peronach umieszczono łącznie 31 par kolumn, które połączone są ze sobą łukami. Dekoracje na kolumnach wykonane zostały z aluminium i zaaranżowane w taki sposób, by sprawiały wrażenie użycia srebra. Sklepienie jest półkoliste, o jasnej barwie, także ozdobione dekoracjami, z umieszczonymi tam lampami, którym nadano formę okien. Posadzki wyłożone granitowymi płytami. Planowano umieszczenie tu popiersia Józefa Stalina, ale ostatecznie, z uwagi na przebiegający proces destalinizacji, wycofano się z tego pomysłu. Istniały także plany postawienia popiersia Siergieja Kirowa, co zgodne byłoby z nazwą stacji. Ostatecznie jednak zdecydowano się na upamiętnienie Włodzimierza Lenina. Motywem przewodnim w dekoracjach jest zaprezentowanie sukcesów i rozwoju sowieckiego przemysłu.  
Kirowskij zawod położony jest na głębokości 50 metrów. W 2002 roku stacja przeszła remont, podczas którego zmieniona została jej kolorystyka. W 2005 roku odrestaurowano popiersie Włodzimierza Lenina. Ruch pociągów na stacji odbywa się od godziny 5:30 do godziny 0:40 i w tym czasie jest ona dostępna dla pasażerów.